# Історія Стародавнього Єгипту
Стародавній Єгипет — стародавня держава в Північно-Східній Африці, в нижній течії річки Ніл.